# カニ族
カニ族（カニぞく）とは、横長の大型リュックサックを負った旅装、およびそのような出で立ちの者たちを指した日本での俗称であり、世界的にはバックパッカーと呼ばれる。
1960年代後半から1970年代末期にかけ、登山者や、長期の低予算旅行をする若者に多く見られた。
概ね1946年（昭和21年）から1954年（昭和29年）に生まれた世代に相当し、2023年（令和5年）現在は68 - 77歳となっている。

## 語源
1960年代当時、長期旅行や本格的登山に適する、大量に荷物の入る大きなリュックサックは、キスリング型リュックサックと呼ばれる横長のものしかなかった。これは幅が80cm程度あり、背負ったままでは列車の通路や出入り口は前向きに歩くことができず、カニのような横歩きを強いられたこと、またリュックサックを背負った後ろ姿がカニを思わせることから、この名が自然発生した。なお当初は「リュック族」と呼ばれていたが、1967年8月7日付けの朝日新聞で「カニ族」と紹介され、以後その呼称が定着した。

## 鉄道旅行
登山者を除いたカニ族の主体は、余暇の多い大学生等の若者であった。1970年代以前の日本では、自分の自動車やオートバイを持つ若者は少なく、空港や高速道路の整備もまだ進んでいなかったこともあり、長距離・長期間の国内旅行には鉄道が利用された。
「暇はあるが金はない」若者たちは、費用を切り詰めながら、「カニ族」スタイルで多くの荷物を背負って普通列車や急行列車で長旅を行い、独特の「貧乏旅行」文化を構築していった。特に彼らの間では北海道の人気が高く、夏の北海道内ではジーンズにリュックサックという「カニ族」たちの姿が随所に見られた。また彼らは下記周遊券の利便性を生かし、目的地や行程を柔軟に変更する気ままな旅行スタイルを好んだ。
カニ族が目指した場所は、札幌などの大都市や阿寒湖のような有名観光地、定山渓温泉のような歓楽温泉地ではなく、利尻島や礼文島のような離島や、知床や襟裳岬のような不便な半島など最果てを目指す傾向があった。

### 周遊券と夜行列車

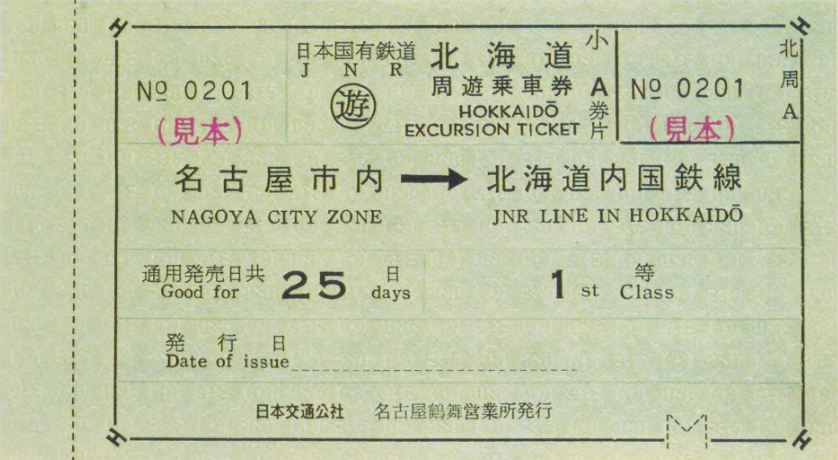
国鉄均一周遊乗車券（北海道ワイド）

日本国有鉄道（国鉄）は1950年代中期以降、北海道や九州などへ往復でき、目的地域で極めて広範囲にわたる自由乗降が可能な均一周遊乗車券（のちに「ワイド周遊券」の名称が付く）を発売した。これらは往復の経路および目的地域において、急行列車の普通車自由席を追加料金不要で無制限に利用できる、という極めて割安な乗車券であり、なおかつ、東京や大阪など本州の大都市発着の場合は、有効期間が最大20日間と非常に長く設定されていた。周遊範囲との往復経路は運賃算定の基準となる最短経路のみではなく、大きく迂回する経路も含まれるなど、出発地ごとに数種類用意されていた。また、経路は往復で異なっていても良く、条件を満たせば途中下車も可能であった。
しかもこの周遊券は学生割引（2割引）と往復割引（1割引）の対象にもなっており、3割引で利用できた。
また、1970年代以前の国鉄線では、東京から東北方面に、関西から九州・北陸方面等に直通する長距離夜行急行列車が盛んに運行され、北海道内や九州島内のみで完結する夜行急行列車・普通列車も多かった。そしてそれらのほとんどが、周遊券で利用可能な自由席の普通車を連結していたのである。
このような背景から、利便性の高い周遊券、そして移動時間と宿泊費の節約になる夜行列車は、カニ族たちに好んで用いられた。

#### 旅費節約
交通費の大方は周遊券で賄えたが、国鉄線・国鉄バス（周遊券利用可能）で行けない地域には一般の路線バスを利用せねばならず、その節約のためにヒッチハイクを用いる事例もあった。
宿代と食費は、カニ族にとっての難題であり、旅行期間が長くなるほど顕著になった。
食事と就寝場所が廉価に提供されるユースホステルは、北海道内で1965年（昭和40年）以降急激に増え、1970年（昭和45年）ころにはおよそ100箇所の施設が存在した。ユースホステルは旅行者同士の交流場所となることもあって人気は高く、各人お気に入りのユースホステルでは長期滞在をすることもあった。畳やカーペットなどが敷かれているだけで、最低限雑魚寝できるのみの簡易な民宿がカニ族向けに開設される例もあった。また、帯広市の「カニの家」のように、駅の近くに簡易宿泊所ができた例もあった。
しかし、有効期間（=旅行期間）の長い北海道では安価なユースホステルや簡易宿泊所でもトータルではそれなりの費用がかかることから、より徹底した節約策を用いた利用者もいた。当時、深夜 - 早朝帯に夜行列車が発着するため、待合室を終夜利用可能としていた駅が多く、このような駅の待合室もカニ族によく利用された。これはSTB（ステーションビバーク）と呼ばれ、書籍も発行されている。無論、テントや寝袋を用いて野宿する者も少なくなかった。
また旅程中、旅費が乏しくなると、旅先で牧場作業の手伝い、昆布採りなどの泊まり込みアルバイトを行い、宿代・食費を節約しつつ旅費を稼ぐ者もあった。
食費は概して切り詰められがちで、所謂「観光地価格」で食費の嵩む各地の名物を食べる余裕もなく、食パンやインスタントラーメン、立ち喰いそば・うどんなどの必要最小限の食事で腹を満たす侘びしいカニ族が珍しくなかった（当時はまだコンビニエンスストアなどなかった時代でもある）。

### 消滅
国鉄財政の悪化に伴う合理化の進展や新幹線の延伸などにより、1975年以降は国鉄のダイヤ改正ごとに急行列車が削減されるようになり、1980年代に入ると昼行・夜行を問わず、主要拠点間の急行列車は大幅に減少する。特に北海道においては、三大都市圏から北海道への移動手段が航空機主体となったことによって、道内国鉄のダイヤ設定が青函連絡船接続型から札幌中心型に変更されるようになった。その結果、カニ族の活動が自然と制約されるようになった。ワイド周遊券については、目的地域の周遊区間内で特急列車自由席が利用できるような改善も為されたが、大都市を起点に目的地へ往復する手段であった長距離夜行急行列車の廃止進行が大きな制約となったことは否定し難い。
この間、日本では国民一般の生活水準の向上が続いた。1970年代、若い女性の間ではアンノン族に代表されるファッショナブルな軽装での旅行スタイルが普及し、若い男性の旅行形態でも、バブル期以降は貧乏旅行を楽しむような雰囲気が薄れていった。カニ族の目的地として人気のあった北海道への交通手段も、従来の鉄道と青函連絡船の乗り継ぎに代わり、航空機の比重が年々高くなっていった。鉄道を利用して北海道を訪れた観光客数は1975年以降急激に減少し、1977年には飛行機利用者数が鉄道を上回った。同時に、道内においても高速道路や主要国道などの道路交通網が整備されたため、国鉄を中心とした公共交通機関を乗り継いで利用する人が減り、空港周辺（千歳市など）でレンタカーを借りて北海道を周遊するケースが増えていった。
同時期、リュックサックはキスリング型から新たに出現した円筒形のインターナルフレームパック型が主流に移るとともに、伝統的カニ族スタイルからは遠ざかっていった（円筒形リュックサックを背負った旅行者・登山者は「エビ族」と呼ばれる場合がある）。リュックサックを用いて費用を節約する長期旅行では、1980年代以降、低価格の国際線航空券が多く流通するようになったことで、最果てを目指す若者は日本国外でのバックパッキングをする時代が到来した。
こうして、旅装と旅行形態の両面から「カニ族」スタイルは消滅に向かった。1980年代以降、「カニ族」の語は徐々に死語となっていった。
代わりに、リュックサックを用いる者も含めて鉄道利用の低予算旅行者を指す「じぇいあーらー」（またはジェーアーラー）という呼称が日本国内のユースホステル利用者間で使用された時期もあったが、さほどメジャーな呼び方とはならなかった。
カニ族の減少とともに、日本国内での若者の低予算旅行は、青春18きっぷや高速バス、さらにはLCCによる旅行が主体となってきた。1987年の国鉄分割民営化後、1990年代半ばまでに、本州内で夜行急行列車の多くが廃止され、また同時期の周遊券制度変更によって、かつてのように極めて有効期限の長いフリーパス的周遊券が廃止されたことや、沿線人口・旅客の減少やマイカー社会の定着によって、鉄道・バスといった公共交通機関のローカル線が相次いで廃止されたことで、日本国内で放浪的な2-3週間の格安旅行を（公共交通機関のみに頼って）行うことは難しくなっている。
2000年代からは、就職難や非正規雇用の増加といった若者の貧困化によりアルバイトやインターンシップ、ダブルスクールなどに多忙な学生が増え、国内・海外問わず若者が長期の旅行を楽しむことがかつてほど一般的なものではなくなりつつある。ただし、インターネットカフェなど、終日利用できる場所を利用するという、新しい旅の形も生まれている。
上述した帯広市によるカニ族向けの簡易宿泊所「カニの家」は、場所を駅近辺から郊外に移した上で、バイクや自転車、徒歩旅行の人間が利用できる観光施設「大正カニの家」として期間限定の上開館している。